# Petit Bara
Petit Bara är en slätt i Djibouti.   Den ligger i regionen Dikhil, i den södra delen av landet, 60 km sydväst om huvudstaden Djibouti.